# Siddipet
Siddipet ist eine Stadt im indischen Bundesstaat Telangana.
Die Stadt ist Hauptort des Distrikts Siddipet, welcher 2016 gegründet wurde. Siddipet hat den Status einer Municipality. Die Stadt ist in 13 Wards gegliedert. Sie hatte am Stichtag der Volkszählung 2011 65.158 Einwohner. Die Metropolregion hatte eine Einwohnerzahl von 114.091.